# Nadbrzezie
Nadbrzezie – część miasta Sandomierz w południowo-wschodniej Polsce, w województwie świętokrzyskim, w powiecie sandomierskim, nad rzeką Wisłą, do 1938 roku oddzielna wieś.
Przez Nadbrzezie przebiega droga krajowa nr 77, a swój początek ma droga wojewódzka nr 723.
Dzielnica jest przemysłową częścią miasta i leży na prawym brzegu Wisły. Znajdują się tu stacja kolejowa, port rzeczny na Wiśle i huta szkła.
Jest siedzibą parafii Matki Bożej Królowej Polski i św. Jana Kantego.

## Historia
W wyniku I rozbioru Polski tereny na prawym brzegu Wisły zostały zajęte przez Austrię, a Nadbrzezie włączono do dystryktu leżajskiego. Przed przyłączeniem do miasta była to wieś w powiecie tarnobrzeskim w województwie lwowskim.
Od 1934 w nowo utworzonej zbiorowej gminie Trześń, gdzie utworzyło gromadę.
1 kwietnia 1938 do Nadbrzezia włączono zniesioną gromadę Ostrówek, a już 7 listopada 1938 Nadbrzezie (wraz z Ostrówkiem) włączono do Sandomierza w powiecie sandomierskim w woj. kieleckim.

## Galeria

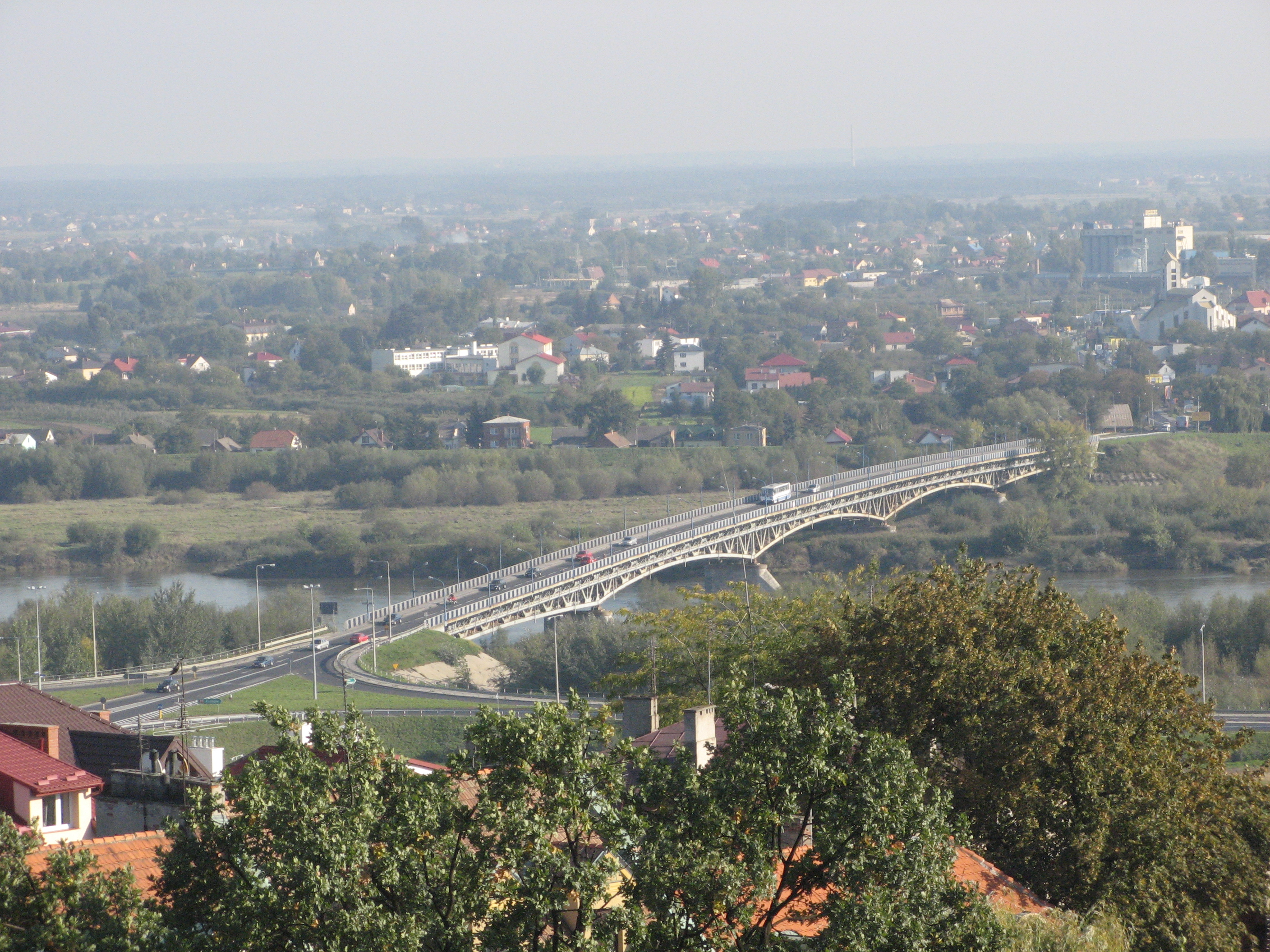
Panorama Nadbrzezia
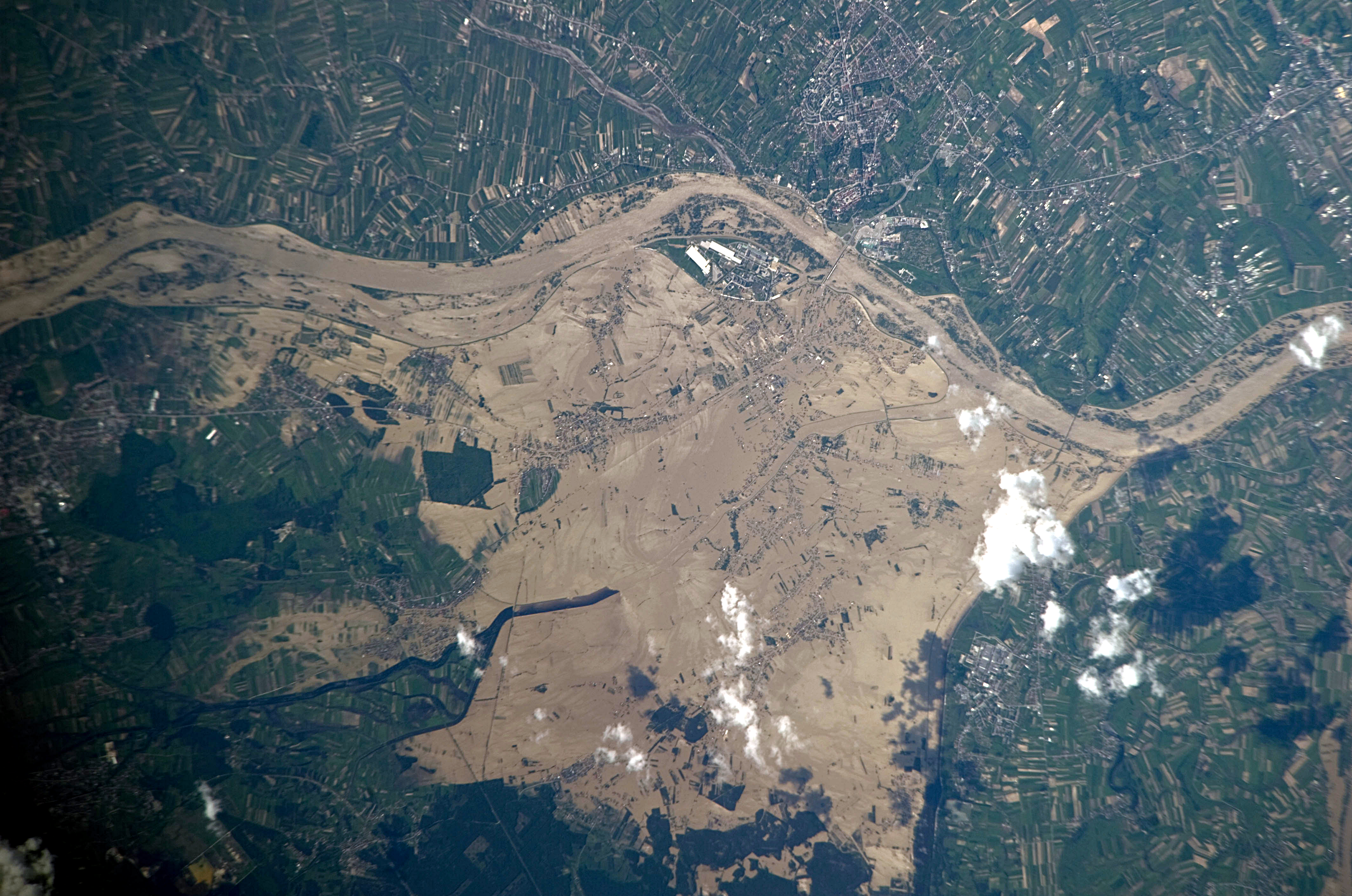
Powódź w Nadbrzeziu (2010 rok)
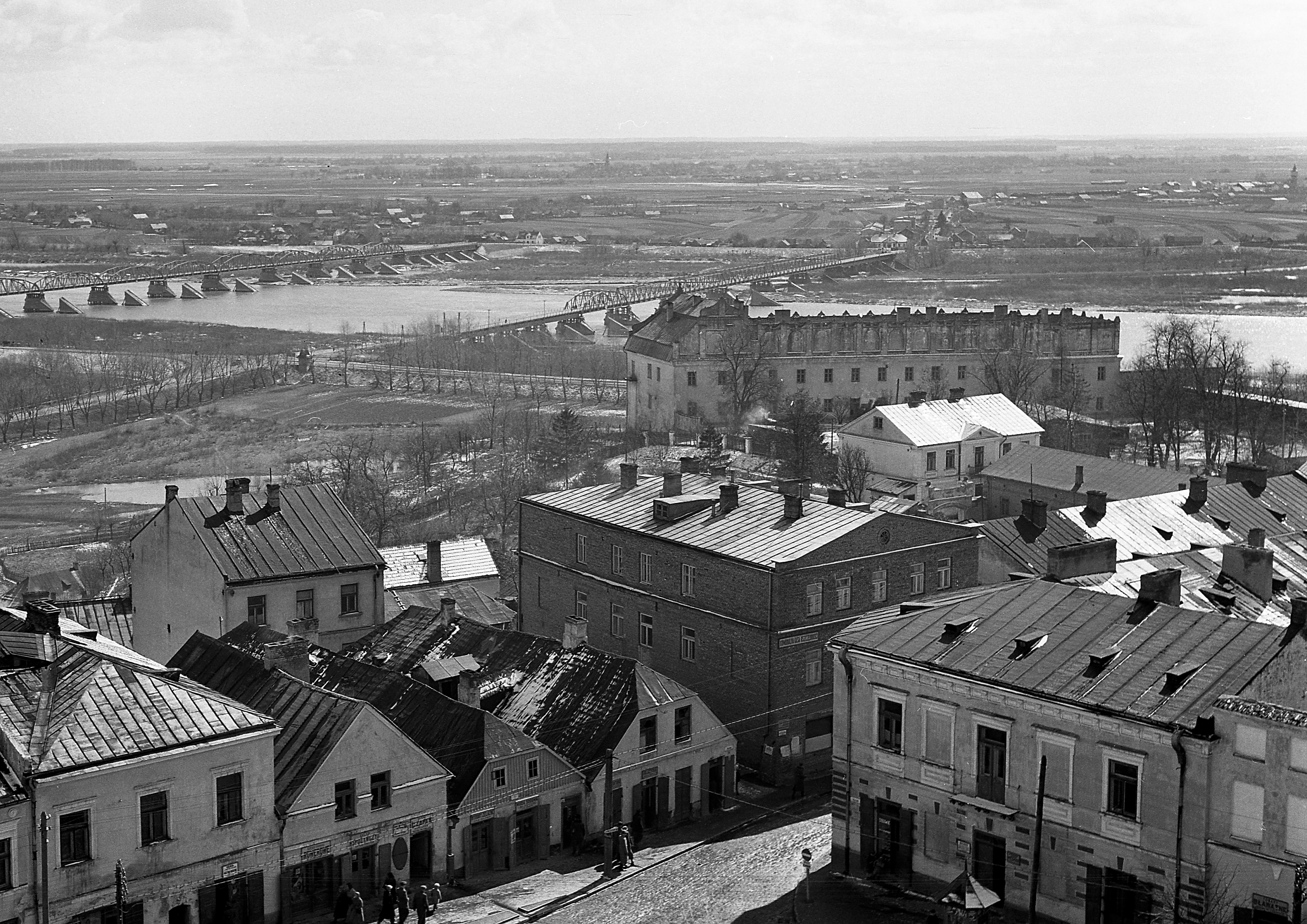
Panorama Nadbrzezia (1940 rok)